# Hardoi (distrikt)
Hardoi (hindi: हरदोइ ज़िला, urdu: ہردوئی ضلع) er et distrikt i den indiske delstat Uttar Pradesh. Distriktets hovedstad er Hardoi.

## Demografi
Ved folketællingen i 2011 var der 4,091,380 indbyggere i distriktet, mod 3,398,306 i 2001. Den urbane befolkningen udgør 13,22 % af befolkningen.
Børn i alderen 0 til 6 år udgjorde 16,20 % i 2011 mod 19,45 % i 2001. Antallet af piger i den alder per tusinde drenge er 914 i 2011.